# Tour Pleyel
Pour les articles homonymes, voir Pleyel (homonymie).
La tour Pleyel est un gratte-ciel situé à Saint-Denis (Île-de-France), et construit en 1973. Abritant des bureaux à l’origine, elle tombe à l’abandon dans les années 2000, avant d’être entièrement rénovée à l’occasion des Jeux olympiques d'été de 2024.
Depuis le 22 juillet 2024, la tour abrite un hôtel haut de gamme, exploité par le groupe allemand H-Hotels.

## Historique
Alors que l'avenir de la manufacture des pianos Pleyel est engagé, son propriétaire, M. Cozz, décide une valorisation immobilière de ses terrains. La construction de logements n’étant pas admise sur le secteur, il s’oriente — malgré les réticences de la Ville de Saint-Denis qui aurait préféré le maintien d'une vocation industrielle — vers un projet tertiaire d’envergure qu'il voudrait comparable au quartier de la Défense. Les premières esquisses sont proposées par les architectes Michel Folliasson et Jacques Binoux avec le projet de bâtir le plus haut gratte-ciel d’Europe, mais ils se retirent du projet en raison de divergences avec le promoteur.
Différents projets se succédèrent à partir de 1959 ; c'est finalement celui des architectes Bernard Favatier et Pierre Hérault et du promoteur Cogifrance qui fut adopté, prévoyant la construction de quatre tours identiques sur les quatre points cardinaux (possédant chacune une hélisurface à son sommet), le tout au milieu d'un parc de 4 hectares, à l'emplacement des anciennes usines de piano Pleyel.
Finalement, à la suite d'un changement de politique d'urbanisme de l'État et donc à un manque d'investisseurs, une seule et unique tour dite "Tour Ouest" fut réalisée. Construite entre 1969 et 1973, elle possède une structure métallique renforcée avec du béton. D’une base carrée, de 35 m de côté, son profil se rétrécit légèrement à chaque étage.
La tour est située au Carrefour Pleyel à Saint-Denis (en Seine-Saint-Denis) dans la proche banlieue nord de Paris. Si on ne compte pas les antennes des Tours Mercuriales à Bagnolet, c'est la plus haute tour de Seine-Saint-Denis en culminant à 129 m (et même 143 mètres avec l'enseigne), devant la Tour La Villette (125 m).
En 1985, à l'occasion de très importants travaux de rénovation effectués à la suite d'une dégradation anormale des façades en acier Corten, une enseigne géante rotative pour la marque Bayer fut installée à son sommet, portant sa hauteur totale à 143 m. Remplacée en 1997 par la marque Philips, puis à partir de 2006, par Siemens, l'enseigne change encore fin août 2013 pour un contrat de 3 ans avec le constructeur automobile sud-coréen Kia. En plus d'être visible jusqu'à 3 kilomètres par potentiellement 1 million de personnes, cette enseigne lumineuse rotative est la plus imposante d'Europe : 34 mètres de large et 5,2 mètres de haut.

### Restructuration de 2016 à 2024
La tour est marquée à la fin des années 2000 par une obsolescence  et une inadaptation aux besoins des entreprises, sa restructuration est donc étudiée.

Le chantier de rénovation de la tour, en août 2023.

La société Financière des Quatre Rives (FQR) rachète  progressivement la totalité des surfaces de la tour et de ses annexes à partir de 2008, pour le compte de la société Pleyel Investissement. Entièrement curée et désamiantée, la tour est reconvertie en une tour hôtelière quatre étoiles de près de 700 chambres avec une piscine et un bar panoramique au sommet. La tour rénovée vise la certification environnementale BREEAM en niveau Very Good. 
Les travaux de la Tour Pleyel ont été achevés à l'été 2024, juste avant les Jeux olympiques,, l'ouverture commerciale partielle est effective le 22 juillet 2024.
La tour rénovée est ceinturée par un nouveau bâtiment de bureaux de sept niveaux en forme de « U » comprenant un centre de conférences de 9 000 m2 ainsi que par la Tour Maestro, sur 27 étages, qui est la première tour en France dotée d'un exosquelette métallique,,. Après le centre de conférences « Music Hall », la tour « Maestro » est livrée en juin 2025 offrant une complémentarité des usages

### Accès
La tour est située au carrefour Pleyel à proximité directe des échangeurs des autoroutes A86 et A1, et est desservie par la station de métro Carrefour Pleyel de la ligne 13, au pied de la tour, et à quelques centaines de mètres de la station Saint-Denis Pleyel qui reçoit depuis juin 2024 le nouveau terminus de la ligne 14, puis recevra ultérieurement les lignes 15, 16 et 17.

### Distinction
L’ensemble du projet Paris Pleyel s’est vu décerner le Grand Prix du Geste d’Or 2019 dans la catégorie Projet amont.

## Galerie

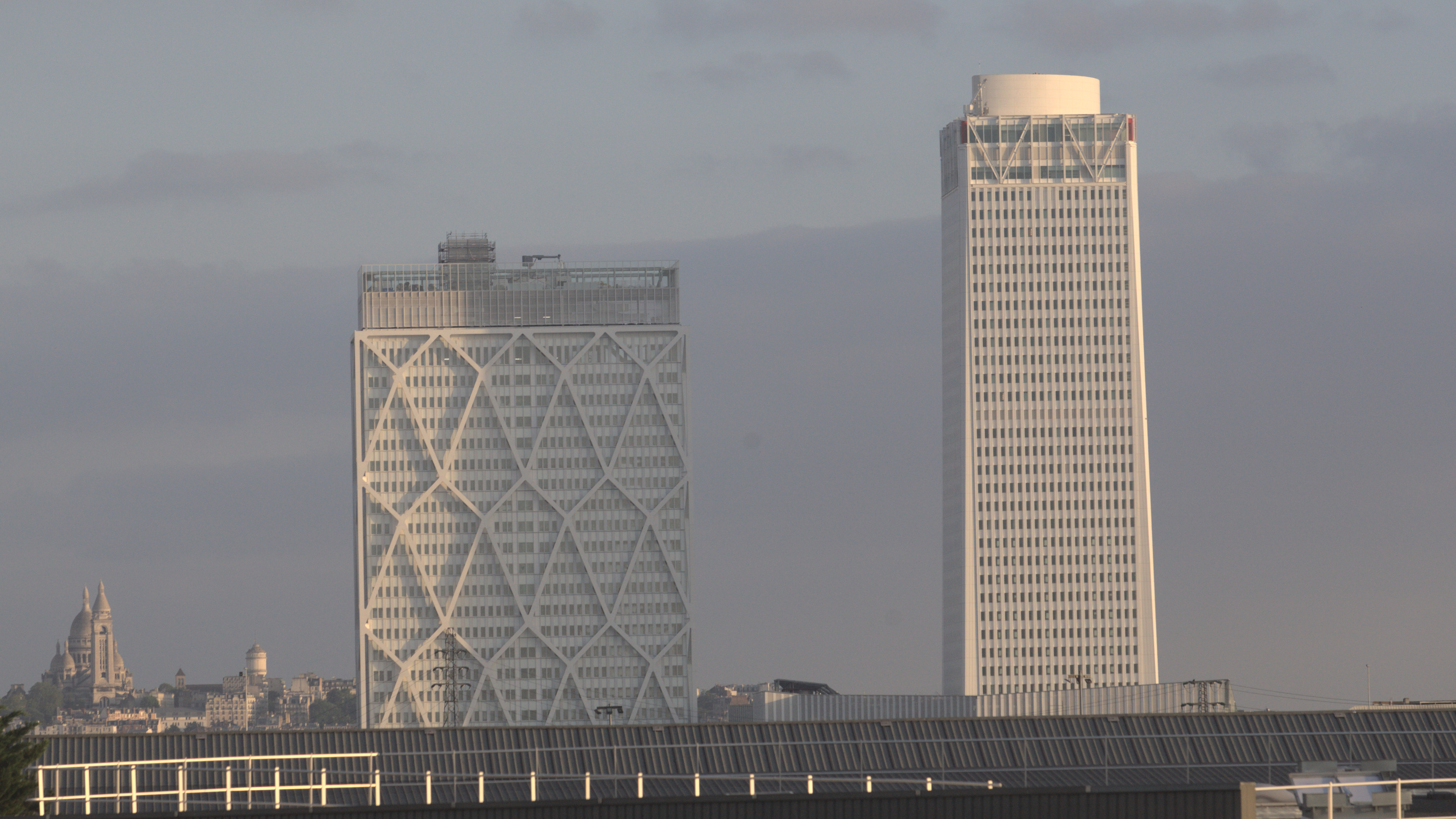
La tour Pleyel après sa conversion en hôtel, accompagnée de la Tour Maestro construite dans le même projet
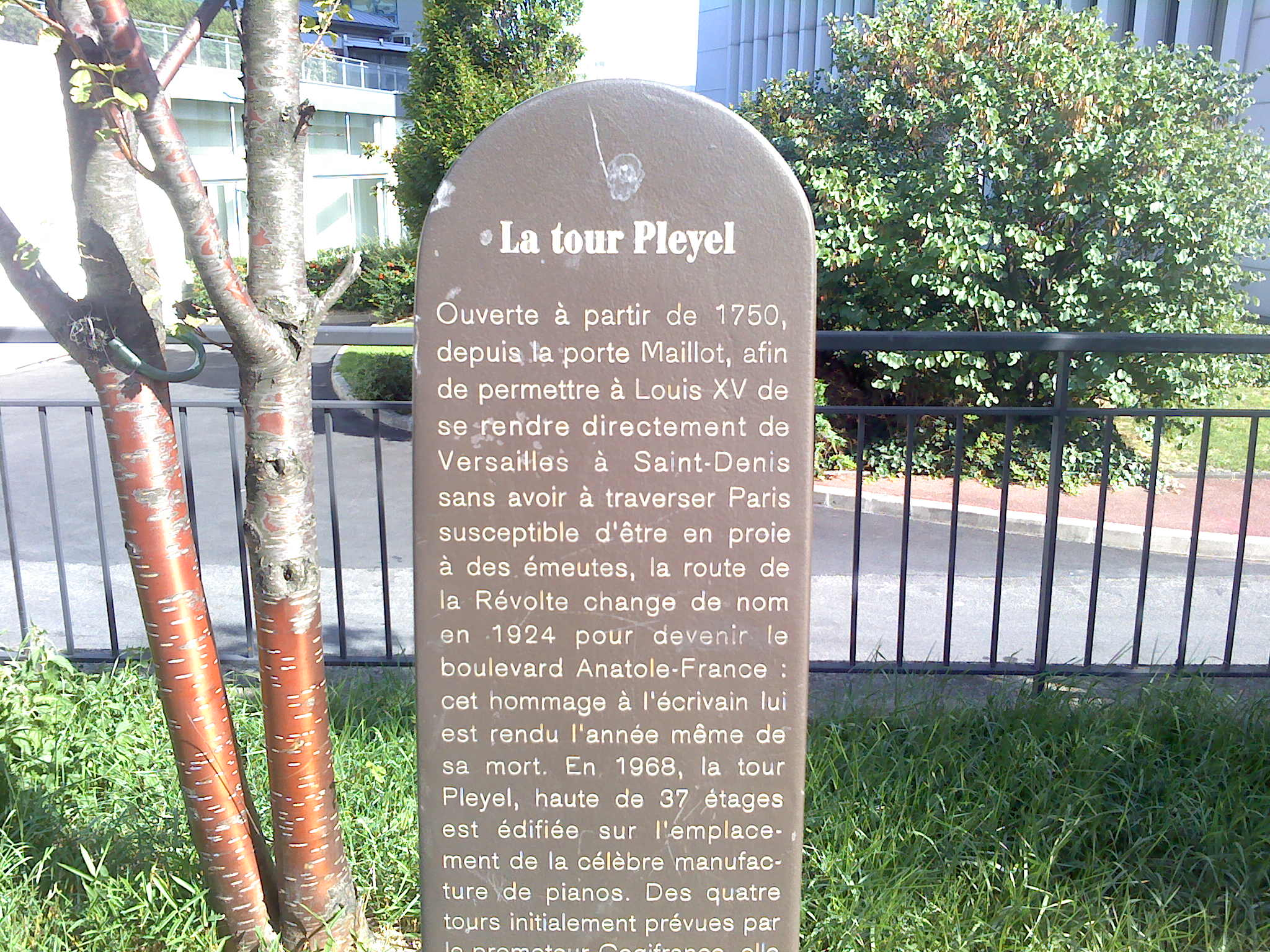
Panneau historique de la tour Pleyel.